# Takuma Koga
Takuma Koga (Shizuoka, 30 april 1969) is een voormalig Japans voetballer.

## Carrière
Takuma Koga speelde tussen 1992 en 2003 voor Júbilo Iwata, Shimizu S-Pulse en Cerezo Osaka.